# ژرژ تنتوریه
ژرژ تنتوریه (فرانسوی: Georges Tainturier‎; ۲۰ مهٔ ۱۸۹۰ – ۷ دسامبر ۱۹۴۳) شمشیرباز اهل فرانسه بود که در بازی‌های المپیک ۱۹۲۴ و ۱۹۳۲ مدال‌های طلای تیمی را کسب کرد. در سال ۱۹۲۶ او یک عنوان جهانی غیررسمی در مسابقات انفرادی کسب کرد.
تنتوریه در جنگ جهانی اول جنگید و مجروح شد. وی همچنین برندهٔ جوایزی همچون لژیون دونور (شوالیه) شده‌است. در طول جنگ جهانی دوم او یکی از اعضای برجسته مقاومت فرانسه بود. او در سال ۱۹۴۲ دستگیر و در سال ۱۹۴۳ اعدام شد. یک باشگاه شمشیربازی به نام او در کومپین نامگذاری شده‌است.